# أيغويلي دو كرويسانت
أيغويلي دو كرويسانت (بالإنجليزية: Aiguille du Croissant)‏ هو أحد جبال سلسلة جبال الألب بينيني وجزء من القمة الأم غراند كومبين يقع في كانتون فاليز. يبلغ ارتفاع الجبل حوالي 4260 متر، بينما يبلغ ارتفاع نتوء الجبل متر.